# José Pacheco Gómez
José Pacheco Gómez (Santander, Cantabria, 14 de enero de 1947-Mortera, Cantabria, 27 de septiembre de 2022) fue un futbolista y periodista deportivo español. Jugaba de portero.

## Carrera deportiva
Su primer equipo fue el Rayo Cantabria. Debutó en la Primera División de la Liga española de fútbol el 24 de marzo de 1968 en el partido RCD Español 0-Atlético de Madrid 1. 
Con el Atlético de Madrid consiguió tres Ligas españolas y dos Copas de España. Además ganó la única Copa Intercontinental conseguida por su club en 1974.
En 1979 ingresó en las filas del Racing de Santander, equipo que se encontraba entonces en Segunda división; posteriormente juega en el C. D. Logroñés y en el Getafe C. F.. 
Pacheco disputó un total de 56 partidos en Primera División.
También fue un periodista deportivo. Trabajó en Radio Rioja-Cadena SER durante veinte años cubriendo la información de U.D. Logroñés. Falleció a los 75 años en Santander mientras veía por televisión el partido España-Portugal correspondiente la Liga de las Naciones.

## Clubes
- Rayo Cantabria - 1966
- Atlético de Madrid - 1967-1979
- Racing de Santander - 1979-1980
- Getafe C. F. - 1980-1982
- Club Deportivo Logroñés - 1982-1983

## Títulos

### Campeonatos nacionales
- 3 Ligas españolas (Atlético, temporadas 69-70, 72-73 y 76-77)
- 2 Copas de España (Atlético, 1972 y 1976)

### Campeonatos internacionales
- 1 Copa Intercontinental (Atlético, 1974)